# Ferrocarril Caldera-Copiapó
El Ferrocarril Caldera-Copiapó es el primer ferrocarril asentado en el territorio de Chile y el tercero a nivel sudamericano, siendo construido desde 1850 hasta la Navidad de 1851. Esta red servía como una conexión comercial entre el poblado de Copiapó con la caleta y el puerto de Caldera, además de conexión con mineras presentes en la zona, como lo fue Chañarcillo. Desde 1978 la vía no transporta pasajeros, y actualmente solo funciona como red de carga para el servicio Ferronor. Sin embargo, en 2018 se señaló que existe un plan de restauración de las vías para ser utilizado como un servicio turístico para la zona.

## Historia

### Antecedentes
Posteriormente a la independencia de Chile, y junto con el inicio de la organización administrativa y económica dentro del país, la economía nacional comenzó a avanzar lentamente desde una economía de exportación de materias primas provenientes de la ganadería o agricultura (como el cobre no refinado, el sebo o el vino) a una economía con industrias manufactureras (como la de la cerveza o galletas). Aun cuando el país comenzaba a desarrollarse, durante las décadas de 1820 y 1830, el primer gran ciclo de expansión económica en Chile ocurrió debido a las políticas conservadoras aplicadas durante  las décadas de 1830 a 1860, sumado además a la fuerte actividad minera del norte de Chile y el inicio de la industrialización en Europa.
El gran detonador del desarrollo económico para la época fue la minería en la zona, con el descubrimiento de la mina de Chañarcillo en 1832 y la subsecuente fiebre de la plata en el Norte Chico; ya para 1834 esta mina producía buena parte de los ingresos nacionales. Debido a la necesidad existente de transportar el material de forma eficiente desde las minas adentradas en las montañas de Atacama hasta los poblados y puertos cercanos para su posterior exportación, en 1845 Juan N. Mouat declara su interés en crear una empresa la cual construiría un ferrocarril que uniría al pueblo de Copiapó con el puerto (en aquel entonces caleta) de Caldera; el 9 de noviembre de 1849 el presidente Manuel Bulnes le entrega la concesión para la construcción del ferrocarril. Sin embargo, debido a falta de capital, la construcción debió ser postergada.
Durante este periodo, el norteamericano William Wheelwright le compra a Mouat la concesión que permite la construcción del ferrocarril. Siendo accionista de algunas mineras en la zona y fundador de la Pacific Steam Navigation Company, Wheelwright comienza la planificación del ferrocarril, contratando a ingenieros ferroviarios estadounidenses; sumado a estas obras, el empresario se da cuenta de la necesidad de un nuevo puerto, por lo que también se planifica la ampliación de la caleta de Caldera para construir un puerto que diera acogida a mayores embarcaciones, reemplazando al Puerto Viejo que se hallaba en la desembocadura del río Copiapó. Para este proyecto portuario, Wheelwright logró la financiación a partir de la colaboración económica de las personas más ricas de la zona.

### Construcción
Con el financiamiento obtenido, Wheelwright funda la Compañía del Ferrocarril de Copiapó, sociedad que logra obtener una nueva concesión para la construcción de la línea férrea el 20 de noviembre de 1849. Con la planificación hecha, se estableció que la red debía extenderse por 81 kilómetros. Los primeros trabajos se comenzaron a realizar durante el mes de marzo de 1850. La locomotora, así como sus vagones, fueron fabricados en Filadelfia por la empresa Norris & Brothers. La línea fue construida principalmente por el borde norte del río Copiapó, utilizando una trocha de 1435 mm. A julio de 1851, la línea ya llegaba hasta Monte Amargo; al arribar la locomotora N°1 "Copiapó" a Chile y empezar a transitar por las vías, esta comenzó a ayudar a transportar los materiales necesarios para terminar la línea. A mediados de diciembre la línea quedó finalizada, y se estableció la inauguración para el 25 de diciembre de 1851. La construcción del ferrocarril produjo un aumento de la población en las zonas cubiertas por el recorrido.
El 1 de febrero de 1867 la red se extendía desde el puerto de Caldera hasta la estación San Antonio con la inauguración del tramo entre Pabellón y la última localidad, entregando a la red un largo de 51 kilómetros. La red también poseía otros dos ramales: uno de 42 kilómetros desde la estación Pabellón hasta la estación Chañarcillo (inaugurado en 1857) y un segundo ramal de 50 kilómetros que se partía desde la estación Paipote llegando hasta estación Puquios, inaugurado el 20 de enero de 1871.

### Funcionamiento

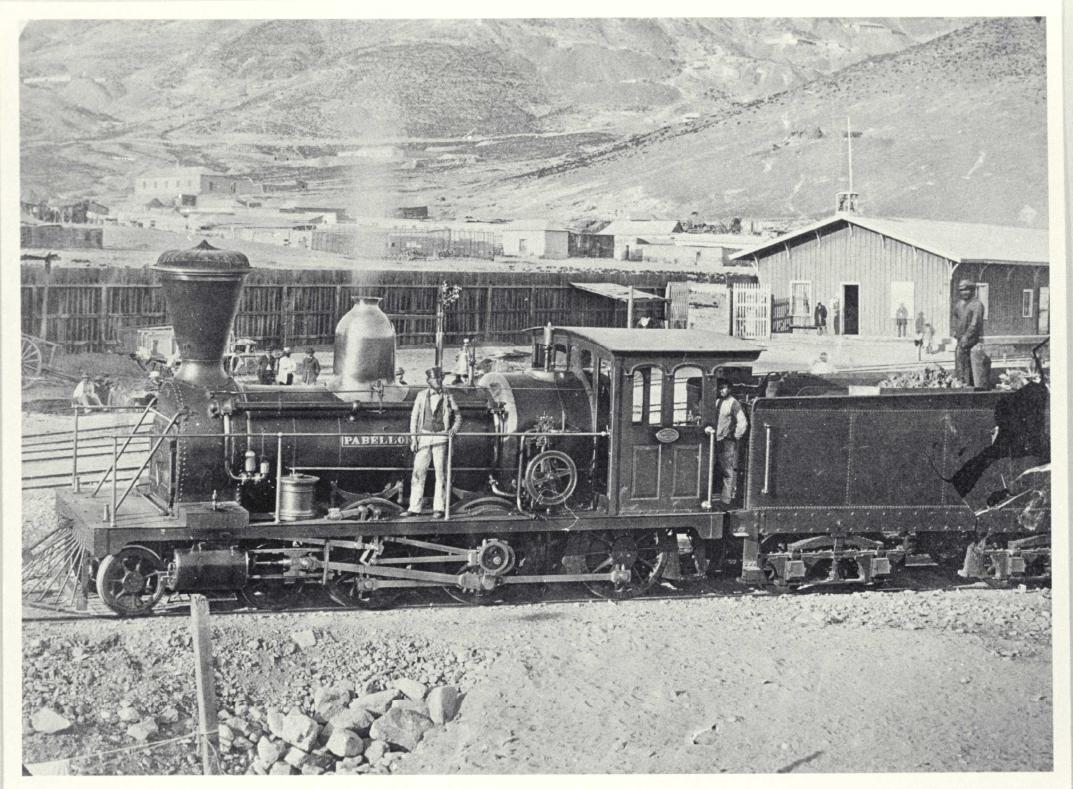
Estación Chañarcillo, 1862.

Debido a las posteriores crisis económicas (como la crisis de 1876), las implicancias de ganar la guerra del Pacífico, además de la necesidad por parte del estado de homogeneizar el servicio de ferrocarriles de carga que estaba originándose en el norte del país, llevó a que Chile adquiriera todas las redes de ferrocarriles del norte del país, unificándolas por medio de una red principal, la red norte inaugurada en 1915.
Una crecida del río Copiapó en 1905 destruyó el trazado del ferrocarril entre Tres Puentes y San Antonio, con lo cual dicha sección fue posteriormente abandonada y hacia los años 1930 los trenes solamente llegaban hasta la primera estación. En 1946 fue entregado nuevamente al servicio el tramo reconstruido entre Tres Puentes y Los Loros.
El servicio de Caldera a Copiapó fue construido originalmente con trocha de 1435 mm, pero debido a la adquisición del ferrocarril por parte del estado en mayo de 1911, ocurrió una transformación de las vías a un ancho métrico (1000 mm) para que a través de estas pudieran circular los servicios del Longitudinal Norte. Esta transformación se realizó en algún momento, añadiendo un tercer riel para que máquinas de ambas trochas pudieran transitar por la vía. A 1914 la vía había sido completamente asimilada por el ferrocarril estatal.
El servicio era de pasajeros y de carga. En 1932 los días lunes, miércoles, viernes y domingo se realizaba un servicio de ida y vuelta entre las estaciones de Copiapó y Caldera que duraba 4 horas.

### Declive y cierre
El decreto 151 del 25 de marzo de 1959 suprimió el tramo entre Punta del Cobre y Los Loros y a la vez autorizó el levante de las vías, mientras que el decreto 248 del 3 de junio de 1966 autorizó la misma situación para el tramo entre Paipote y Punta del Cobre.
El último ferrocarril de pasajeros transitó en 1978. El transporte de carga terminaría unos años después. En 1981 la estación Copiapó es declarada monumento nacional. La vía, junto con la red norte del ferrocarril, fue traspasada desde entes públicos como EFE y Corfo a privados, como Ferronor durante los años 1987 a 1997.
Actualmente Ferronor utiliza sus vías con fines de carga de productos.
La municipalidad de Caldera celebra desde 2004 la Fiesta de la Recreación, en la cual se reviven etapas históricas de la ciudad; entre las actividades realizadas se halla la marcha de una locomotora que transita entre Caldera y Monte Amargo.

### Reparaciones
En 2018 Ferronor ha anunciado la reparación y mantención de las vías del ferrocarril en una serie de etapas; en primer lugar dando mejoras al tramo de la Estación Copiapó hasta Paipote, y en su segunda etapa entre la estación Copiapó y Caldera. El ferrocarril tendría un énfasis turístico. Además se ha mencionado que las intenciones de la compañía son las de dar mantenimiento a las vías presentes en la región de Atacama.
En marzo de 2025 se han desarrollado nuevamente trabajos de acondicionamiento de la vía férrea que une la estación Copiapó con el sector de Paipote. Estas labores se realizan con miras a la inspección que llevará a cabo el Ministerio de Transportes y que forma parte de los planes para reactivar el transporte ferroviario en la zona. Según Ferronor, estas actividades se llevarían a cabo entre los días martes 18 y jueves 20 de marzo, a fin de ultimar detalles técnicos en la vía férrea.

## Infraestructura
Debido a la antigüedad de la línea, esta ha acumulado muchas modificaciones; entre ellas su transformación de trocha de 1435 mm a 1000 mm, el trazado de algunos de sus tramos, el número y nombre de las estaciones y el tipo de máquinas que circularon por sus vías.

## Impacto
La inauguración del ferrocarril en la región de Atacama, siendo el primero a nivel nacional y tercero a nivel sudamericano, y sus resultados positivos sobre la economía y sociedad local impulsaron a la subsecuente creación de un servicio ferroviario nacional Empresa de los Ferrocarriles del Estado así como el aumento en el número de vías tanto públicas como privadas en Chile.

## Galería
|                  |
| Estación Caldera |

|                  |
| Estación Copiapó |

|                                          |
| Vía del ferrocarril hacia Caldera, 2011. |

|                                 |
| Estación Punta del Cobre, 2010. |

|                                                                 |
| Locomotora Copiapó, primera en circular por territorio chileno. |